# 해밀턴 불도그스
| 해밀턴 불도그스 | |
| 콘퍼런스        | 북부 콘퍼런스 (1996년~1997년) 서부 콘퍼런스 (1997년~2000년) (2003년~2015년) 동부 콘퍼런스 (2000년~2003년) |
| 디비전          | 캐나디안 디비전 (1996년~1997년) (2000년~2002년) 엠파이어 스테이트 디비전 (1997년~2000년) 노스 디비전 (2003년~2015년) |
| 설립연도        | 1996년 (첫 번째 프랜차이즈) 2002년 (두 번째 프랜차이즈) |
| 해체연도        | 2002년 (첫 번째 프랜차이즈) 2015년 (두 번째 프랜차이즈) |
| 역사            | 《첫 번째 프랜차이즈》 노바스코샤 오일러스 (1984년~1988년) 케이프브레턴 오일러스 (1988년~1996년) 해밀턴 불도그스 (1996년~2002년) 토론토 로드러너스 (2003년~2004년) 에드먼턴 로드 러너스 (2004년~2005년) 오클라호마시티 배런스 (2010년~2015년) 베이커즈필드 콘더스 (2015년~현재) 《두번째 프랜차이즈》 몬트리올 보이저스 (1969년~1971년) 노바스코샤 보이저스 (1971년~1984년) 셔브루크 커네이디언스 (1984년~1990년) 프레더릭턴 커네이디언스 (1990년~1999년) 퀘벡 시타델스 (1999년~2002년) 해밀턴 불도그스 (2002년~2015년) 세인트존스 아이스 캡츠 (2015년~현재) |
| 경기장          | 퍼스트온타리오 센터 |
| 연고지          | 온타리오주 해밀턴 |
| 상징색          | 파랑, 빨강, 적동색, 황갈색, 하양 |
| 구단주          | |
| 단장            | |
| 감독            | |
| NHL 제휴        | |
| ECHL 제휴       | |
| 정규시즌 우승   | 1 (2003) |
| 콘퍼런스 우승   | 3 (1997, 2003, 2007) |
| 디비전 우승     | 4 (2003, 2004, 2010, 2011) |
| 칼더 컵         | 1 (2007) |
| 영구 결번       | |

해밀턴 불도그스(Hamilton Bulldogs)는 캐나다 온타리오주 해밀턴을 연고지로 하는 첫 번째 프랜차이즈 (현 베이커즈필드 콘도르스)는 1996년부터 2002년까지, 두 번째 프랜차이즈 (현 세인트존스 아이스 캡츠)는 2002년부터 2015년까지 AHL 소속되었던 아이스 하키팀이다.
첫 번째 프랜차이즈는 2003년 연고지를 온타리오주 토론토 (토론토 로드러너스)로 이전했고, 두 번째 프랜차이즈는 2015년 연고지를 뉴펀들랜드 래브라도주 세인트존스 (세인트존스 아이스 캡츠)로 이전했다.

## 역대 홈경기장
| 해밀턴 불도그스     |                             |          |                   |      |
| 경기장              | 사용기간                    | 수용인원 | 장소              | 비고 |
| 퍼스트온타리오 센터 | 1996년~2002년 2002년~2015년 | 17,383명 | 온타리오주 해밀턴 | 빈칸 |